# Amaltheus
Az Amaltheus a fejlábúak (Cephalopoda) osztályának fosszilis Ammonitida rendjébe, ezen belül az Amaltheidae családjába tartozó nem.

## Tudnivalók
Az Amaltheus-fajok a kora jura kor pliensbachi nevű korszakában éltek, azaz 189,6-183 millió évvel ezelőtt. Maradványaikat Európában, Észak-Afrikában, a Kaukázusban, Szibériában, Alaszkában, Kanadában és Oregonban. Talán a Hondurasban talált ammoniteszek is ebbe a nembe tartoznak.

## Rendszerezés
A nembe az alábbi 9 faj tartozik:
- Amaltheus bifurcus Howarth, 1958
- Amaltheus bondonniensis Meister, 1986
- Amaltheus engelhardti d'Orbigny, 1844
- Amaltheus gibbosus Schlotheim, 1820
- Amaltheus margaritatus de Montford, 1808
- Amaltheus salebrosum Hyatt, 1867
- Amaltheus stokesi Sowerby, 1818
- Amaltheus subnodosus Young & Bird, 1828
- Amaltheus viligaensis Tuchkov, 1954

### Fordítás
- Ez a szócikk részben vagy egészben  az   Amaltheus című angol Wikipédia-szócikk ezen változatának fordításán alapul.  Az eredeti cikk szerkesztőit annak laptörténete sorolja fel. Ez a jelzés csupán a megfogalmazás eredetét és a szerzői jogokat jelzi, nem szolgál a cikkben szereplő információk forrásmegjelöléseként.